# Liste der Baudenkmäler in Osterhofen

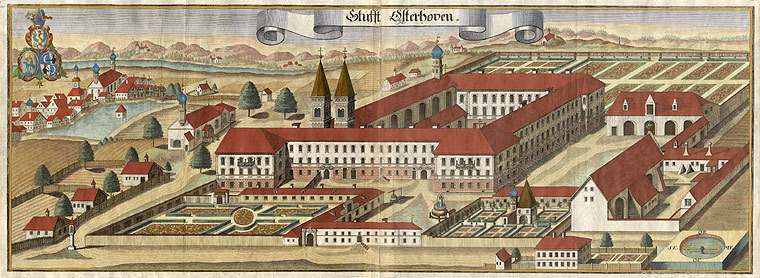
Michael Wening: Stift Osterhofen

Auf dieser Seite sind die Baudenkmäler in der niederbayerischen Stadt Osterhofen zusammengestellt. Diese Tabelle ist eine Teilliste der Liste der Baudenkmäler in Bayern. Grundlage ist die Bayerische Denkmalliste, die auf Basis des Bayerischen Denkmalschutzgesetzes vom 1. Oktober 1973 erstmals erstellt wurde und seither durch das Bayerische Landesamt für Denkmalpflege geführt wird. Die folgenden Angaben ersetzen nicht die rechtsverbindliche Auskunft der Denkmalschutzbehörde.

## Ensembles

### Ensemble Stadtplatz

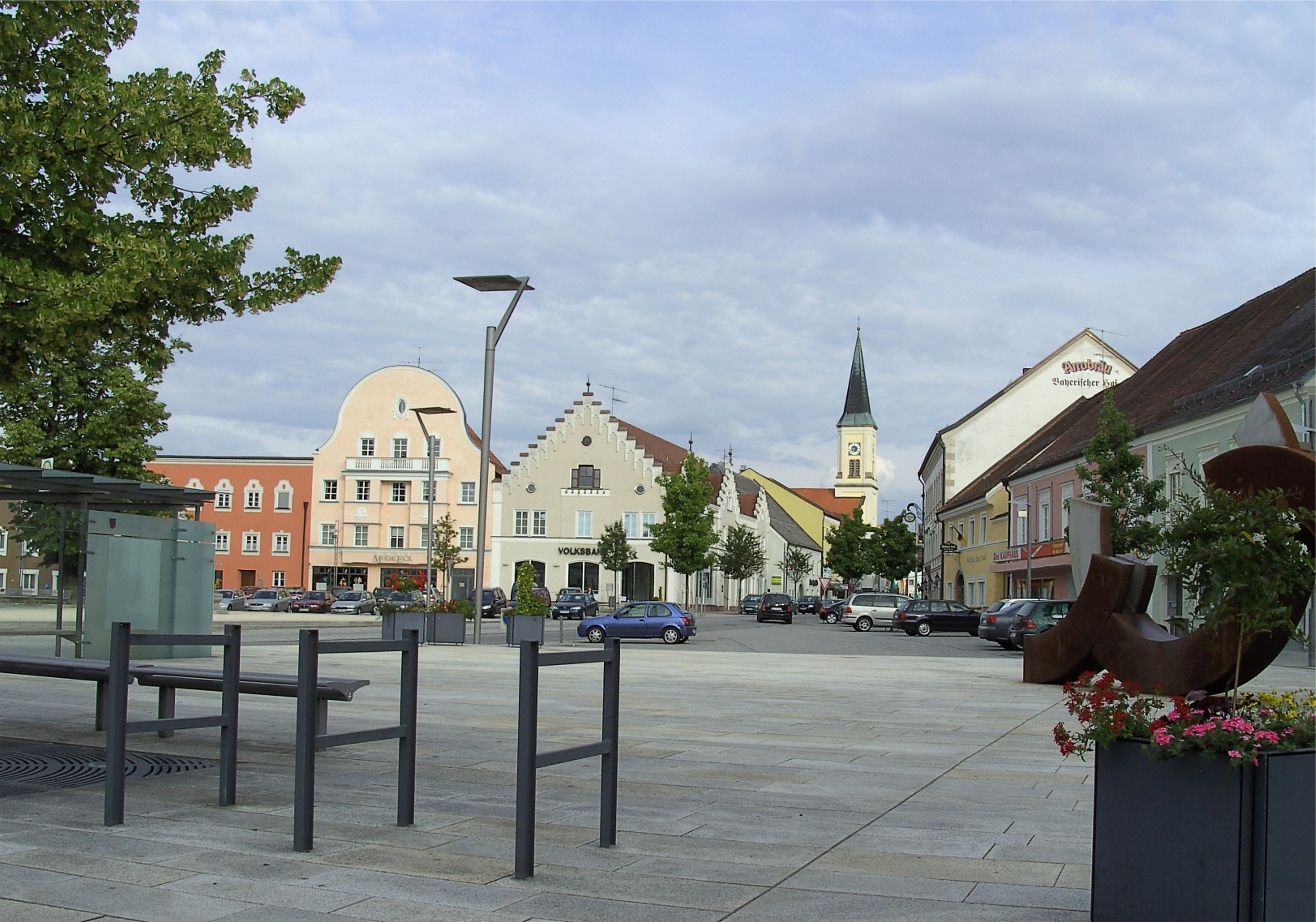

Die städtische Siedlung Osterhofen entstand erst im Spätmittelalter als Neugründung des Landgrafen Johann I. von Leuchtenberg 1378 in der Nähe des heutigen Ortes Altenmarkt und seines ehemaligen Prämonstratenserklosters. Sie umfasste im Wesentlichen den Bereich des Stadtplatzes, der die Form eines weiträumigen, unregelmäßigen Rechtecks hat. Die Fläche wird durch vier geschlossene Reihen von bürgerlichen Wohnbauten und Amtsgebäuden wandartig eingefasst. Es handelt sich um streng traufseitige Bauten mit Putzfronten und zum Teil hohen Satteldächern an der Süd-, West- und Nordseite des Platzes und um barocke, neubarocke und neugotische Giebelhäuser an der Ostseite. In der Südwestecke des Platzes konzentrieren sich ehemalige herrschaftliche Gebäude wie das im Kern spätmittelalterliche Leuchtenbergschlössl, das Traunersche Schlössl, jetzt Rathaus, aus der Zeit um 1700 und das ehemalige Amtsgericht aus dem mittleren 19. Jahrhundert. Sie überragen die übrigen Bauten und dokumentieren die Bedeutung der Stadt als Gerichtssitz. Die bürgerlichen Bauten weisen häufig Putzgliederungen und Stuckdekor des ausgehenden 18. und frühen 19. Jahrhundert auf. Die Wirkung ihrer Fronten ist jedoch durch Geschäftseinbauten oft stark beeinträchtigt. Störend macht sich das Kaufhaus Stadtplatz 16 im Ensemble bemerkbar. Aktennummer: E-2-71-141-1.

## Baudenkmäler nach Ortsteilen

### Osterhofen
| Lage                             | Objekt                                                             | Beschreibung | Akten-Nr.      | Bild                     |
| -------------------------------- | ------------------------------------------------------------------ | --- | -------------- | ------------------------ |
| Altstadt 3 (Standort)            | Wohn- und Geschäftshaus                                            | dreigeschossiger Halbwalmdachbau mit neubarockem Stuckdekor und Hausmadonna, Kern 18. Jahrhundert, Dekor 1910/20                                                                                          | D-2-71-141-2   | Wohn- und Geschäftshaus  |
| Altstadt 5 (Standort)            | Gasthof                                                            | dreigeschossiger traufseitiger Satteldachbau mit Stuckgliederung, im Kern 18. Jahrhundert, bezeichnet mit dem Jahr 1826                                                                                   | D-2-71-141-3   | Gasthof                  |
| Luitpoldplatz 9 (Standort)       | Wohnhaus                                                           | zweigeschossiger Halbwalmdachbau in Ecklage mit Putzgliederung, wohl 18. Jahrhundert | D-2-71-141-4   | Wohnhaus                 |
| Marienplatz 1 (Standort)         | Katholische Stadtpfarrkirche St. Georg und Heilig-Kreuz-Auffindung | neugotischer Bau mit eingezogenem Chor, 1870–72, Langhaus 1958; mit Ausstattung | D-2-71-141-5   | weitere Bilder           |
| Plattlinger Straße 15 (Standort) | Villa                                                              | zweigeschossiger Walmdachbau in romantisierendem Neubarock mit Ecktürmen, Holzveranda und reicher Putzornamentik, bezeichnet 1900                                                                         | D-2-71-141-136 | Villa                    |
| Stadtplatz (Standort)            | Brunnen                                                            | sogenannter Luitpoldbrunnen, neubarocke Anlage mit Steinfigur und Reliefmedaillons, von Franz Drexler, 1912                                                                                               | D-2-71-141-20  | Brunnen                  |
| Stadtplatz 6 (Standort)          | Wohn- und Geschäftshaus                                            | zweigeschossiger, westseitig abgewalmter Traufseitbau, 18./19. Jahrhundert | D-2-71-141-6   | Wohn- und Geschäftshaus  |
| Stadtplatz 7 (Standort)          | Wohn- und Geschäftshaus                                            | zweigeschossiger traufseitiger Satteldachbau mit Traufgesims, zweite Hälfte 18. Jahrhundert | D-2-71-141-7   | Wohn- und Geschäftshaus  |
| Stadtplatz 8 (Standort)          | Wohn- und Geschäftshaus                                            | zweigeschossiger langgestreckter Traufseitbau mit Satteldach, 18./19. Jahrhundert | D-2-71-141-8   | Wohn- und Geschäftshaus  |
| Stadtplatz 9 (Standort)          | Wohn- und Geschäftshaus                                            | zweigeschossiger traufseitiger Satteldachbau mit Lisenengliederung, 18. Jahrhundert | D-2-71-141-9   | Wohn- und Geschäftshaus  |
| Stadtplatz 11 (Standort)         | Ehemaliges Pflegschloss                                            | sogenanntes Leuchtenbergschlössl, jetzt Wohn- und Geschäftshaus, dreigeschossiger traufseitiger Satteldachbau in Ecklage mit Lisenengliederung, im Kern wohl um 1400, Umbauten im 16./19./20. Jahrhundert | D-2-71-141-10  | Ehemaliges Pflegschloss  |
| Stadtplatz 12 (Standort)         | Apotheke                                                           | dreigeschossiger traufseitiger Flachsatteldachbau mit Quadersteinputz und stuckiertem Hermesstab, wohl Mitte 19. Jahrhundert, im Kern älter                                                               | D-2-71-141-11  | Apotheke                 |
| Stadtplatz 13 (Standort)         | Ehemaliges Pfleggericht, jetzt Rathaus                             | dreigeschossiger Neurenaissance-Eckbau mit Walmdach, Mitte 19. Jahrhundert | D-2-71-141-142 | weitere Bilder           |
| Stadtplatz 15 (Standort)         | Ehemaliges Traunersches Schlössl                                   | ab 1923 Rathaus, jetzt Museum, dreigeschossiger traufseitiger Steildachbau mit Putzgliederung und Zwerchgiebel, um 1700, Umbauten 19./20. Jahrhundert                                                     | D-2-71-141-12  | weitere Bilder           |
| Stadtplatz 19 (Standort)         | Wohn- und Geschäftshaus                                            | zweigeschossiger traufseitiger Halbwalmdachbau mit klassizierender Stuckgliederung, frühes 19. Jahrhundert                                                                                                | D-2-71-141-13  | Wohn- und Geschäftshaus  |
| Stadtplatz 21 (Standort)         | Wohn- und Geschäftshaus                                            | zweigeschossiger traufseitiger Satteldachbau mit klassizistischer Stuckgliederung, frühes 19. Jahrhundert oder älter, Dach verändert zweite Hälfte 19. Jahrhundert                                        | D-2-71-141-14  | Wohn- und Geschäftshaus  |
| Stadtplatz 23 (Standort)         | Gasthaus                                                           | zweigeschossiger traufseitiger Krüppelwalmdachbau mit Durchfahrtstor, frühes 19. Jahrhundert | D-2-71-141-15  | Gasthaus                 |
| Stadtplatz 25 (Standort)         | Gasthof Bayerischer Hof                                            | dreigeschossiger traufseitiger Satteldachbau in Ecklage mit neubarocker Stuckgliederung, frühes 19. Jahrhundert, Kern älter                                                                               | D-2-71-141-16  | Gasthof Bayerischer Hof  |
| Stadtplatz 34 (Standort)         | Wohnhaus                                                           | zweigeschossiger barockisierender Flachsatteldachbau in Ecklage mit vorgeblendetem Schweifgiebel und stuckierten Fensterrahmungen, bezeichnet 1817, im Kern älter                                         | D-2-71-141-17  | Wohnhaus                 |
| Stadtplatz 36 (Standort)         | Wohn- und Geschäftshaus                                            | zweigeschossiger Flachsatteldachbau mit Vorschussmauer und stuckierten Fensterrahmungen, 18./19. Jahrhundert                                                                                              | D-2-71-141-18  | Wohn- und Geschäftshaus  |
| Stadtplatz 38 (Standort)         | Wohn- und Geschäftshaus                                            | dreigeschossiger Satteldachbau mit Doppelerkerfassade, geschweiftem Blendgiebel und neuklassizisitischem Fassadenstuck, 1910/20                                                                           | D-2-71-141-19  | Wohn- und Geschäftshaus  |
| Vorstadt 2 (Standort)            | Wohn- und Geschäftshaus                                            | zweigeschossiger Krüppelwalmdachbau in Ecklage mit reicher Stuckgliederung, frühes 19. Jahrhundert | D-2-71-141-21  | Wohn- und Geschäftshaus  |
| Vorstadt 10 (Standort)           | Gasthof Bayerischer Löwe                                           | zweigeschossiger traufseitiger Satteldachbau mit zwei Torbögen und profilierten Gesimsen, 18./19. Jahrhundert                                                                                             | D-2-71-141-22  | Gasthof Bayerischer Löwe |

### Absdorf
| Lage                  | Objekt         | Beschreibung                                                                                                 | Akten-Nr.     | Bild |
| --------------------- | -------------- | --- | ------------- | ---- |
| Absdorf 2 (Standort)  | Wohnstallhaus  | Flachsatteldachbau mit Blockbau-Obergeschoss, 1. Drittel 19. Jahrhundert                                     | D-2-71-141-24 | BW   |
| Absdorf 46 (Standort) | Wohnstallhaus, | zweigeschossiger, teilweise ausgemauerter Blockbau mit Flachsatteldach und Kniestock, Anfang 19. Jahrhundert | D-2-71-141-25 | BW   |

### Aicha an der Donau
| Lage                      | Objekt                             | Beschreibung | Akten-Nr.      | Bild           |
| ------------------------- | ---------------------------------- | --- | -------------- | -------------- |
| Donaustraße 21 (Standort) | Pfarrhaus                          | zweigeschossiger Walmdachbau mit Kranzgesims, 1731 | D-2-71-141-26  | BW             |
| Donaustraße 23 (Standort) | Katholische Pfarrkirche St. Thomas | barocker Wandpfeilersaal mit eingezogenem spätgotischem Chor und Südturm, Chor und Turmuntergeschoss um 1500, Langhaus 1712–15; mit Ausstattung                             | D-2-71-141-27  | weitere Bilder |
| Donaustraße 41 (Standort) | Wohnstallhaus                      | giebelgeteilter Frackdachbau mit Blockbau-Obergeschoss und Giebelschroten, 2. Hälfte 18. Jahrhundert                                                                        | D-2-71-141-28  | BW             |
| In Aicha (Standort)       | Schöpfwerk Aicha                   | erdgeschossiger Natursteinbau mit Flachdach und seitlichem Turm, Relieftafel mit Inschrift, funktionale Formen, 1933; angrenzende Zulauf- und Ableiteranlagen, gleichzeitig | D-2-71-141-147 | weitere Bilder |

### Altenmarkt
| Lage                                 | Objekt                                             | Beschreibung | Akten-Nr.      | Bild                             |
| ------------------------------------ | -------------------------------------------------- | --- | -------------- | -------------------------------- |
| Amminger Straße (Standort)           | Kapelle, sog. Frauenbaum-Kapelle                   | kleiner verschindelter Holzbau mit Satteldach und Glockenstuhl, 18./19. Jahrhundert; mit Ausstattung | D-2-71-141-37  | Kapelle, sog. Frauenbaum-Kapelle |
| Bergweg 4 (Standort)                 | Wohnstallhaus                                      | zweigeschossiger, teilweise ausgemauerter Blockbau mit Satteldach und Traufschrot, 1. Hälfte 19. Jahrhundert | D-2-71-141-32  | Wohnstallhaus                    |
| Hauptstraße 14 (Standort)            | Taubenhaus                                         | hölzernes Flachsatteldachhäuschen, 1913 | D-2-71-141-137 | Taubenhaus                       |
| Hauptstraße 57, 59, 63 (Standort)    | Ehemals Prämonstratenserkloster, später Damenstift | Barocke Anlage, nach Brand ab 1701 Katholische Pfarrkirche, ehemals Klosterkirche St. Margaretha, barocke Wandpfeilerkirche mit gotischem Chor und romanischen Turmunterbauten, von Johann Michael Fischer, ab 1726 über mittelalterlichem Kern; mit Ausstattung; Klostergebäude, dreigeschossige Dreiflügelanlage mit pavillonartigen Eckrisaliten und barocker Stuckgliederung, wohl von Antonio Rizzi, 1701–22; mit Ausstattung; Klostermauer, 1599; Ökonomietrakt, zweigeschossiger Walmdachtrakt mit Durchfahrt, bezeichnet mit 1722, wohl mit älterem Kern | D-2-71-141-30  | weitere Bilder                   |
| Kapellenplatz 1 (Standort)           | Kapelle, sog. Frauenkapelle                        | barocker Saalbau mit querhausartigen Kapellen, kleinem Chor und Dachreiter, 1632, 1641 erweitert; mit Ausstattung | D-2-71-141-36  | weitere Bilder                   |
| Margarethagasse 1 (Standort)         | Kleinhaus                                          | erdgeschossiger Blockbau mit Flachsatteldach und Kniestock, 2. Hälfte 17. Jahrhundert | D-2-71-141-34  | Kleinhaus                        |
| Mitterstraße 34 (Standort)           | Kleinhaus,                                         | erdgeschossiger Flachsatteldachbau, Kniestock und Giebel in Blockbauweise, verbrettert, Kernbau 2. Hälfte 18. Jahrhundert | D-2-71-141-35  | Kleinhaus,                       |
| Mühlweg 2, Am Stadtwald 5 (Standort) | Wasserwerk Osterhofen                              | 1908; Wasserturm, hoher Rundbau mit auskragender, polygonaler Wasserstube und Zeltdach, Eisenbeton; dazugehöriges Pumpenhaus, eingeschossiger und zweiteiliger Putzbau mit hohem Satteldach und Treppengiebel | D-2-71-141-168 | Wasserwerk Osterhofen            |
| St.-Martin-Straße (Standort)         | Katholische Filialkirche St. Martin am Angerlberg  | spätromanische Saalbau mit eingezogenem Chor und Dachreiter, 1304 über älterem Kern; mit Ausstattung; Friedhof, ummauert, mittelalterlich | D-2-71-141-31  | weitere Bilder                   |

### Anning
| Lage                 | Objekt  | Beschreibung                                                                        | Akten-Nr.     | Bild |
| -------------------- | ------- | ----------------------------------------------------------------------------------- | ------------- | ---- |
| In Anning (Standort) | Kapelle | kleiner Satteldachbau mit Putzgliederung und Dachreiter, bez. 1857; mit Ausstattung | D-2-71-141-38 | BW   |

### Arbing
| Lage                          | Objekt                                  | Beschreibung                                                                                         | Akten-Nr.     | Bild           |
| ----------------------------- | --------------------------------------- | --- | ------------- | -------------- |
| Ottacher Straße 25 (Standort) | Katholische Expositurkirche St. Michael | spätgotischer gewölbter Saalbau mit Zwiebel-Nordturm, 1480–83, Turmoberbau um 1670; mit Ausstattung. | D-2-71-141-39 | weitere Bilder |

### Aurolfing
| Lage                      | Objekt      | Beschreibung                                                           | Akten-Nr.     | Bild |
| ------------------------- | ----------- | ---------------------------------------------------------------------- | ------------- | ---- |
| Nähe Aurolfing (Standort) | Feldkapelle | kleiner Satteldachbau mit hölzernem Vorhaus, 2. Hälfte 19. Jahrhundert | D-2-71-141-41 | BW   |

### Bruderamming
| Lage                      | Objekt     | Beschreibung                                                       | Akten-Nr.     | Bild |
| ------------------------- | ---------- | ------------------------------------------------------------------ | ------------- | ---- |
| Bruderamming 1 (Standort) | Wegkapelle | kleiner Satteldachbau mit Putzgliederung, um 1855; mit Ausstattung | D-2-71-141-42 | BW   |

### Eschlbach
| Lage                       | Objekt                               | Beschreibung | Akten-Nr.      | Bild |
| -------------------------- | ------------------------------------ | --- | -------------- | ---- |
| Eschlbach 6 (Standort)     | Wohnstallhaus                        | Flachsatteldachbau mit Obergeschoss-Blockbau und bemaltem Traufschrot, 1. Drittel 19. Jahrhundert                       | D-2-71-141-46  | BW   |
| Eschlbach 7 (Standort)     | Wohnstallhaus                        | zweigeschossiger Blockbau mit Flachsatteldach und ausgemauertem Stallteil, an der Firstpfette bez. 1837, im Kern älter. | D-2-71-141-149 | BW   |
| Eschlbach 8 1/2 (Standort) | Katholische Filialkirche St. Andreas | barocker Saalbau mit eingezogenem gotischen Chor und Westturm, Chor und Turm um 1300, Langhaus um 1643; mit Ausstattung | D-2-71-141-44  | BW   |

### Galgweis
| Lage                             | Objekt                                       | Beschreibung | Akten-Nr.     | Bild           |
| -------------------------------- | -------------------------------------------- | --- | ------------- | -------------- |
| Amsheimerstraße 5 (Standort)     | Katholische Pfarrkirche St. Peter und Paulus | spätbarocker ausgerundeter Saalbau mit eingezogenem Chor und Südturm, von Georg Felix Hirschstötter d. J., 1757–59; mit Ausstattung | D-2-71-141-48 | weitere Bilder |
| Kirchfeldstraße 6 (Standort)     | Ehem. Kaplanhaus                             | zweigeschossiger, teilweise ausgemauerter Blockbau mit Flachsatteldach und Giebelschrot, 1781.                                      | D-2-71-141-50 | BW             |
| Ritter-Alwin-Straße 1 (Standort) | Wohnstallhaus eines ehem. Dreiseithofes      | giebelgeteilter Flachsatteldachbau mit Blockbau-Obergeschoss, Kniestock und zwei Giebelschroten, 2. Hälfte 18. Jahrhundert          | D-2-71-141-51 | BW             |
| Wehrweg 4 (Standort)             | Ehem. Wohnstallhaus                          | zweigeschossiger, teilweise ausgemauerter Blockbau mit Satteldach und Traufschrot, 1. Hälfte 19. Jahrhundert                        | D-2-71-141-52 | BW             |

### Gergweis
| Lage                          | Objekt                                     | Beschreibung | Akten-Nr.      | Bild           |
| ----------------------------- | ------------------------------------------ | --- | -------------- | -------------- |
| Dorfstraße 9 (Standort)       | Wohnhaus eines ehem. Dreiseithofes         | zweigeschossiger Blockbau mit flach geneigtem Satteldach, 1718 (dendro. dat.).                                                       | D-2-71-141-164 | BW             |
| Dorfstraße 50 (Standort)      | Ehem. Wohnstallhaus                        | Flachsatteldachbau mit Obergeschoss-Blockbau und Giebelschrot, Anfang 19. Jahrhundert                                                | D-2-71-141-55  | BW             |
| Sportplatzstraße 2 (Standort) | Kleinhaus                                  | verputzter zweigeschossiger Blockbau mit Flachsatteldach und Balkon, bez. 1777.                                                      | D-2-71-141-57  | BW             |
| Vilsstraße 11 (Standort)      | Katholische Pfarrkirche Mariä Verkündigung | spätgotischer Saalbau mit eingezogenem Chor und Südturm, um 1470/80, Turmunterbau frühgotisch, Abschluss neugotisch; mit Ausstattung | D-2-71-141-60  | weitere Bilder |

### Göttersdorf
| Lage                           | Objekt                             | Beschreibung                                                         | Akten-Nr.     | Bild |
| ------------------------------ | ---------------------------------- | -------------------------------------------------------------------- | ------------- | ---- |
| Schloßbergstraße 18 (Standort) | Ehemalige Schlosskapelle St. Georg | zweijochige romanische Anlage mit halbrunder Apsis, mittelalterlich. | D-2-71-141-65 | BW   |

### Haardorf
| Lage                              | Objekt                                            | Beschreibung | Akten-Nr.     | Bild           |
| --------------------------------- | ------------------------------------------------- | --- | ------------- | -------------- |
| Haardorfer Straße 16 a (Standort) | Wohnstallhaus                                     | Flachsatteldachbau mit Blockbau-Obergeschoss und Kniestock, 1. Hälfte 19. Jahrhundert, Dachaufbau später. | D-2-71-141-67 | Wohnstallhaus  |
| Haardorfer Straße 19 (Standort)   | Katholische Wallfahrtskirche Kreuzauffindung      | barockisierter Saalbau mit leicht eingezogener romanischer Apsis und barockem Westturm, 1259–62, im 18. Jahrhundert verändert; mit Ausstattung; Arkadenhalle, halbrunde barocke Anlage mit mittig ausspringender Kapelle, 1763; mit Ausstattung | D-2-71-141-70 | weitere Bilder |
| Haardorfer Straße 38 (Standort)   | Pfarrhaus                                         | zweigeschossiger barocker Mansardwalmdachbau mit Putzgliederung, 1764. | D-2-71-141-68 | Pfarrhaus      |
| Haardorfer Straße 44 (Standort)   | Katholische Pfarr- und Expositurkirche St. Martin | kleiner Saalbau mit eingezogenem Chor und Westturm, im Kern 1497, 1690 nach Brand wiederhergestellt; mit Ausstattung | D-2-71-141-69 | weitere Bilder |

### Harbach
| Lage                  | Objekt      | Beschreibung                                                                                | Akten-Nr.     | Bild |
| --------------------- | ----------- | ------------------------------------------------------------------------------------------- | ------------- | ---- |
| Harbach 17 (Standort) | Einfirsthof | Flachsatteldachbau mit Blockbau-Obergeschoss und traufseitiger Laube, Mitte 19. Jahrhundert | D-2-71-141-72 | BW   |

### Holzhäuser
| Lage                                | Objekt            | Beschreibung | Akten-Nr.      | Bild            |
| ----------------------------------- | ----------------- | --- | -------------- | --------------- |
| Josef-Wasmeier-Straße 7 (Standort)  | Wegkapelle        | kleiner Satteldachbau mit verschindeltem Dachreiter, 1. Hälfte 19. Jahrhundert, erneuert; mit Ausstattung                                                                                | D-2-71-141-76  | Wegkapelle      |
| Josef-Wasmeier-Straße 38 (Standort) | Kleinbauernhaus   | Satteldachbau mit Blockbau-Obergeschoss, Kniestock und bemaltem Giebelschrot, 1. Viertel 19. Jahrhundert                                                                                 | D-2-71-141-75  | Kleinbauernhaus |
| Xaver-Buchner-Straße (Standort)     | Kapelle           | verschindelter Holzbau mit Satteldach und Dachreiter, 2. Hälfte 19. Jahrhundert; mit Ausstattung                                                                                         | D-2-71-141-77  | Kapelle         |
| Xaver-Buchner-Straße 1 (Standort)   | Ehem. Einfirsthof | Wohnteil als zweigeschossiger Blockbau, teilweise ausgemauert, 2. Viertel 19. Jh., anschließender Stadel, Ständerbau, teilerneuert; ehem. Stall, zweigeschossiger Satteldachbau, um 1890 | D-2-71-141-150 | BW              |

### Kapfing
| Lage                  | Objekt        | Beschreibung                                                | Akten-Nr.     | Bild |
| --------------------- | ------------- | ----------------------------------------------------------- | ------------- | ---- |
| In Kapfing (Standort) | Weilerkapelle | Satteldachbau mit Dachreiter und Putzgliederung, bez. 1893. | D-2-71-141-78 | BW   |

### Kirchdorf bei Osterhofen
| Lage                                 | Objekt                               | Beschreibung | Akten-Nr.      | Bild                                 |
| ------------------------------------ | ------------------------------------ | --- | -------------- | ------------------------------------ |
| Pfarrer-Tischer-Straße 12 (Standort) | Katholische Pfarrkirche Mariä Geburt | spätgotischer Saalbau mit Westturm, 2. Hälfte 15. Jahrhundert, mit älterem Kern, 1884 erweitert; mit Ausstattung                                                       | D-2-71-141-79  | Katholische Pfarrkirche Mariä Geburt |
| Pfarrer-Tischer-Straße 14 (Standort) | Ehem. Schulhaus                      | zweigeschossiger Walmdachbau, bez. © Bayerisches Landesamt für Denkmalpflege Seite 5, Stand: 1. Februar 2012 Regierungsbezirk Niederbayern Deggendorf Osterhofen 1829. | D-2-71-141-80  | BW                                   |
| Pfarrer-Tischer-Straße 15 (Standort) | Ehem. Pfarrhof                       | zweigeschossiger historisierender Walmdachbau mit Stuckgliederung und Balkon, 1880.                                                                                    | D-2-71-141-138 | BW                                   |

### Königsöd
| Lage           | Objekt                   | Beschreibung | Akten-Nr.      | Bild |
| -------------- | ------------------------ | --- | -------------- | ---- |
| Königsöd 13 () | Ehemaliges Wohnstallhaus | zweigeschossiger Satteldachbau mit Traufseitschrot, Wohnteil überwiegend Blockbau, teilweise verschindelt, 2. Hälfte 19. Jahrhundert | D-2-71-141-170 |      |

### Langenamming
| Lage                       | Objekt                                     | Beschreibung | Akten-Nr.     | Bild |
| -------------------------- | ------------------------------------------ | --- | ------------- | ---- |
| Amminger Höh (Standort)    | Feldkapelle                                | kleiner offener Satteldachbau, 19. Jahrhundert | D-2-71-141-85 | BW   |
| In Langenamming (Standort) | Kapelle                                    | neugotischer Satteldachbau mit Putzgliederung und Dachreiter, 3. Viertel 19. Jahrhundert; mit Ausstattung                                                                     | D-2-71-141-84 | BW   |
| Langenamming 27 (Standort) | Wohnhaus eines geschlossenen Vierseithofes | zweigeschossiger Walmdachbau mit Kniestock, wohl 1805; Nebengebäude, Wamdachtrakt mit Durchfahrt, Tor bez. 1805.                                                              | D-2-71-141-82 | BW   |
| Langenamming 28 (Standort) | Hakenhof, ehem. Schmiede                   | Wohnstallhaus, zweigeschossiger Blockbau mit Satteldach, Kniestock und Schroten, bez. 1777; Stallstadel, teilweise massiver Blockbaustallstadel mit Satteldach, gleichzeitig. | D-2-71-141-83 | BW   |

### Linzing
| Lage                 | Objekt        | Beschreibung                                                        | Akten-Nr.     | Bild |
| -------------------- | ------------- | ------------------------------------------------------------------- | ------------- | ---- |
| Linzing 4 (Standort) | Weilerkapelle | kleiner Satteldachbau mit Dachreiter und Lourdesgrotte, um 1830/50. | D-2-71-141-87 | BW   |

### Maging
| Lage                 | Objekt  | Beschreibung                                                                                               | Akten-Nr.     | Bild |
| -------------------- | ------- | --- | ------------- | ---- |
| Maging 27 (Standort) | Kapelle | neugotischer Satteldachbau mit Dachreiter und Putzgliederung, 2. Viertel, 19. Jahrhundert; mit Ausstattung | D-2-71-141-88 | BW   |

### Mühlham
| Lage                  | Objekt  | Beschreibung                                                                  | Akten-Nr.     | Bild    |
| --------------------- | ------- | ----------------------------------------------------------------------------- | ------------- | ------- |
| In Mühlham (Standort) | Kapelle | kleiner Satteldachbau, noch 18. Jahrhundert                                   | D-2-71-141-90 | Kapelle |
| Mühlham 13 (Standort) | Kapelle | Satteldachbau mit Putzgliederung, 2. Viertel 19. Jahrhundert; mit Ausstattung | D-2-71-141-89 | Kapelle |

### Niedermünchsdorf
| Lage                          | Objekt                                    | Beschreibung | Akten-Nr.     | Bild |
| ----------------------------- | ----------------------------------------- | --- | ------------- | ---- |
| Niedermünchsdorf 3 (Standort) | Bauernhaus eines ehemaligen Dreiseithofes | zweigeschossiger Flachsatteldachbau mit Kniestock und drei bemalten Giebelschroten, bez. 1813.                                   | D-2-71-141-92 | BW   |
| Niedermünchsdorf 9 (Standort) | Katholische Filialkirche St. Hippolyt     | neuromanischer Saalbau mit eingezogenem Chor und Ostturm, 1846/47, mit älterem Kern, Turm teils mittelalterlich; mit Ausstattung | D-2-71-141-91 | BW   |

### Obergessenbach
| Lage                       | Objekt                                  | Beschreibung | Akten-Nr.     | Bild           |
| -------------------------- | --------------------------------------- | --- | ------------- | -------------- |
| Brunnenstraße 2 (Standort) | Ehem. Wohnstallhaus                     | Satteldachbau mit Blockbau-Obergeschoss, Kniestock und Traufschrot, 18./19. Jahrhundert                           | D-2-71-141-93 | BW             |
| Josefstraße 12 (Standort)  | Katholische Filialkirche St. Joseph     | neobarocker ausgerundeter Saalbau mit Ostturm, von Johann Baptist Schott, Anfang 20. Jahrhundert; mit Ausstattung | D-2-71-141-95 | weitere Bilder |
| Josefstraße 19 (Standort)  | Ehem. Wohnstallhaus eines Dreiseithofes | zweigeschossiger Flachsatteldachbau mit Kniestock und drei Giebelschroten, um 1830/40.                            | D-2-71-141-96 | BW             |
| Kurierstraße 8 (Standort)  | Ehem. Wohnstallhaus                     | Satteldachbau mit Blockbau-Obergeschoss und Kniestock, 18./19. Jahrhundert                                        | D-2-71-141-97 | BW             |

### Oberndorf
| Lage                           | Objekt                                       | Beschreibung | Akten-Nr.      | Bild |
| ------------------------------ | -------------------------------------------- | --- | -------------- | ---- |
| Hofmarkstraße 11 (Standort)    | Getreidekasten                               | geständerter Blockbau mit Flachsatteldach, 18./19. Jahrhundert | D-2-71-141-99  | BW   |
| Meingoldstraße 2 (Standort)    | Ehemaliges Wohnstallhaus eines Vierseithofes | zweigeschossiger, teilweise ausgemauerter giebelgeteilter Blockbau mit Flachsatteldach und drei Giebelschroten, letztes Viertel 18. Jahrhundert; Zuhaus, zweigeschossiger massiver Satteldachbau, © Bayerisches Landesamt für Denkmalpflege Seite 7, Stand: 1. Februar 2012 Regierungsbezirk Niederbayern Deggendorf Osterhofen Mitte 19. Jahrhundert; Querstadel, Flachsatteldachbau mit Blockbauteilen, 1. Hälfte 19. Jahrhundert | D-2-71-141-102 | BW   |
| Nähe Meingoldstraße (Standort) | Kapelle                                      | Satteldachbau mit Dachreiter und Vorbau, 2. Hälfte 19. Jahrhundert; mit Ausstattung | D-2-71-141-105 | BW   |

### Polkasing
| Lage                    | Objekt                          | Beschreibung                                                                         | Akten-Nr.      | Bild |
| ----------------------- | ------------------------------- | ------------------------------------------------------------------------------------ | -------------- | ---- |
| Polkasing 17 (Standort) | Wohnteil eines ehem. Hakenhofes | Flachsatteldachbau mit Blockbau-Obergeschoss und Traufschrot, Anfang 19. Jahrhundert | D-2-71-141-106 | BW   |

### Reisach
| Lage                  | Objekt                            | Beschreibung                                                                                    | Akten-Nr.      | Bild |
| --------------------- | --------------------------------- | ----------------------------------------------------------------------------------------------- | -------------- | ---- |
| Reisach 26 (Standort) | Weilerkapelle                     | kleiner Satteldachbau, 1. Hälfte 19. Jahrhundert                                                | D-2-71-141-109 | BW   |
| Reisach 27 (Standort) | Wohnstallhaus eines Vierseithofes | zweigeschossiger Satteldachbau mit Traufschrot und farbigem Ortgangfries, Mitte 19. Jahrhundert | D-2-71-141-140 | BW   |

### Röslöd
| Lage                 | Objekt                            | Beschreibung | Akten-Nr.      | Bild |
| -------------------- | --------------------------------- | --- | -------------- | ---- |
| Röslöd 27 (Standort) | Wohnstallhaus eines Vierseithofes | zweigeschossiger, teilweise ausgemauerter, giebelgeteilter Blockbau mit Flachsatteldach und zwei Giebelschroten, Ende 18. Jahrhundert | D-2-71-141-110 | BW   |
| Röslöd 27 (Standort) | Hofkapelle                        | kleiner hölzerner Satteldachbau, Ende 19. Jahrhundert                                                                                 | D-2-71-141-111 | BW   |

### Ruckasing
| Lage                   | Objekt  | Beschreibung                                                             | Akten-Nr.      | Bild    |
| ---------------------- | ------- | ------------------------------------------------------------------------ | -------------- | ------- |
| Ruckasing 9 (Standort) | Kapelle | Satteldachbau mit Putzgliederung, Mitte 19. Jahrhundert; mit Ausstattung | D-2-71-141-115 | Kapelle |

### Schmiedorf
| Lage                     | Objekt      | Beschreibung                                                           | Akten-Nr.      | Bild |
| ------------------------ | ----------- | ---------------------------------------------------------------------- | -------------- | ---- |
| In Schmiedorf (Standort) | Ortskapelle | neugotischer Satteldachbau mit Dachreiter, bez. 1900; mit Ausstattung. | D-2-71-141-119 | BW   |

### Schnelldorf
| Lage                     | Objekt                                        | Beschreibung | Akten-Nr.      | Bild |
| ------------------------ | --------------------------------------------- | --- | -------------- | ---- |
| Schnelldorf 3 (Standort) | Ehem. Wohnstallhaus eines ehem. Vierseithofes | giebelgeteilter Flachsatteldachbau mit verputztem Blockbau-Obergeschoss, Giebelschrot und Taubenhaus, im Kern 2. Hälfte 18. Jahrhundert, Erdgeschoss modernisiert. | D-2-71-141-121 | BW   |

### Thundorf
| Lage                                  | Objekt                                    | Beschreibung | Akten-Nr.      | Bild           |
| ------------------------------------- | ----------------------------------------- | --- | -------------- | -------------- |
| In Thundorf (Standort)                | Schöpfwerk Thundorf                       | erdgeschossiger Massivbau mit flachem Walmdach und seitlichem Turm mit Pyramidendach, Relieftafeln mit Inschrift in bildlichen Darstellungen, funktionale Formen mit Anlehnung an Heimatstil, 1933. | D-2-71-141-160 | BW             |
| Pfarrer-Wimberger-Straße 8 (Standort) | Katholische Pfarrkirche Mariä Himmelfahrt | barocker Saalbau mit nördlichem Kuppelturm, im Kern spätgotisch, Neubau nach Plänen von Tassilo Sternöcker, 1755–60; mit Ausstattung                                                                | D-2-71-141-125 | weitere Bilder |

### Untergessenbach
| Lage                         | Objekt  | Beschreibung                                                                              | Akten-Nr.      | Bild |
| ---------------------------- | ------- | ----------------------------------------------------------------------------------------- | -------------- | ---- |
| Untergessenbach 6 (Standort) | Kapelle | neugotischer Satteldachbau mit Stuckgliederung und Dachreiter, bez. 1869; mit Ausstattung | D-2-71-141-130 | BW   |

### Willing
| Lage                             | Objekt                | Beschreibung | Akten-Nr.      | Bild           |
| -------------------------------- | --------------------- | --- | -------------- | -------------- |
| Graf-Fugger-Straße 21 (Standort) | Pfarrkirche St. Vitus | neugotischer Saalbau mit eingezogenem Chor und Westturm, 1899, Seitenkapelle ehem. Chor des spätgotischen Vorgängerbaus, um 1600; mit Ausstattung | D-2-71-141-132 | weitere Bilder |

### Wisselsing
| Lage                | Objekt                                     | Beschreibung                                                              | Akten-Nr.      | Bild           |
| ------------------- | ------------------------------------------ | ------------------------------------------------------------------------- | -------------- | -------------- |
| Laweg 13 (Standort) | Katholische Pfarrkirche St. Peter und Paul | barocker Saalbau mit eingezogenem Chor und Südturm, 1691; mit Ausstattung | D-2-71-141-133 | weitere Bilder |

### Zainach
| Lage                 | Objekt     | Beschreibung                                                             | Akten-Nr.      | Bild       |
| -------------------- | ---------- | ------------------------------------------------------------------------ | -------------- | ---------- |
| Zainach 4 (Standort) | Hofkapelle | gegliederter neubarocker Satteldachbau, bezeichnet 1845; mit Ausstattung | D-2-71-141-141 | Hofkapelle |

### Keinem Gemeindeteil zugeordnet
| Lage         | Objekt      | Beschreibung                                                                     | Akten-Nr.      | Bild |
| ------------ | ----------- | -------------------------------------------------------------------------------- | -------------- | ---- |
| Donaufeld () | Flurdenkmal | gusseisernes Feldkreuz auf Granitsockel, mit drei (ehemals vier) Linden, um 1900 | D-2-71-141-167 |      |

## Ehemalige Baudenkmäler
In diesem Abschnitt sind Objekte aufgeführt, die früher einmal in der Denkmalliste eingetragen waren, jetzt aber nicht mehr. Objekte, die in anderem Zusammenhang – also z. B. als Teil eines Baudenkmals – weiter eingetragen sind, sollen hier nicht aufgeführt werden. Aktennummern in diesem Abschnitt sind ehemalige, jetzt nicht mehr gültige Aktennummern.

| Lage                               | Objekt   | Beschreibung | Akten-Nr.     | Bild |
| ---------------------------------- | -------- | --- | ------------- | ---- |
| Gergweis Wagnerstraße 4 (Standort) | Hakenhof | Wohnhaus, zweigeschossiger Satteldachbau; Wirtschaftsteil, Satteldachbau mit massivem Erdgeschoss und Brettermantel, 1. Drittel 19. Jahrhundert | D-2-71-141-61 | BW   |

## Abgegangene Baudenkmäler
In diesem Abschnitt sind Objekte aufgeführt, die früher einmal in der Denkmalliste eingetragen waren, jetzt aber nicht mehr existieren, z. B. weil sie abgebrochen wurden. Aktennummern in diesem Abschnitt sind ehemalige, jetzt nicht mehr gültige Aktennummern.

| Lage                                   | Objekt   | Beschreibung                                                                       | Akten-Nr.      | Bild |
| -------------------------------------- | -------- | ---------------------------------------------------------------------------------- | -------------- | ---- |
| Osterhofen Luitpoldplatz 22 (Standort) | Wohnhaus | zweigeschossiger freistehender Halbwalmdachbau mit Putzgliederung, bezeichnet 1838 | D-2-71-141-135 | BW   |